# Добровільний обмін
Добровільний обмін (англ. voluntary exchange)— це дії покупців і продавців, які вільно й охоче беруть участь у ринкових угодах. 
Добровільний обмін є основоположним припущенням класичної та неокласичної економіки, які формують основу сучасної мейнстрімної економіки.  Тобто, коли неокласичні економісти теоретизують реальність, вони припускають, що відбувається добровільний обмін. Грунтуючись на цьому припущенні, неокласична економіка приходить до низки важливих результатів, таких як те, що ринкова діяльність є ефективною, що вільна торгівля має чистий позитивний ефект й що ринки, на яких економічні суб’єкти здійснюють добровільний обмін, покращують їх становище.
Добровільний обмін можливий за умов суверенітету споживача і суверенітету виробника та захищеної приватної власності. 
Примітно, що економісти-неокласики, спираючись на припущення про добровільний обмін, заперечують марксистське визначення експлуатації праці як можливості в рамках неокласично визначеного капіталізму. Марксистська економіка, одна з головних альтернатив неокласичній економіці, стверджує, що експлуатація праці можлива як за умови добровільного обміну, так і є умовою капіталістичного способу виробництва серед інших способів виробництва . 
За словами доктора Маріанн Джонсон, немає теоретичних підстав для того, щоб стверджувати, що частково або повністю добровільний обмін є кращим перед іншими механізмами, такими як урядове втручання.   Добровільний обмін іноді лежить в основі аргументів про моральність ринків. Прихильники ринку часто посилаються на те, що, на їхню думку, є мораллю, а також передбачуваною ефективністю добровільного обміну, щоб виступити проти державного інтервенціонізму, включаючи різноманітні форм оподаткування. Моральність ринків, навіть тих, які рідко дотримуються справжнього добровільного обміну, тим не менш, є предметом суперечок.  